# Sacky Shangala
Sakeus Edward Twelityamena Shangala, meist nur Sacky Shangala, auch Shanghala geschrieben (* 13. Juni 1977 in Onandjokwe, Südwestafrika), ist ein namibischer Politiker der SWAPO und ehemaliger Minister. Shangala war von 2015 bis 2018 Attorney-General. Vom 8. Februar 2018 bis 13. November 2019 war er Justizminister. 
Shangala hat an der Universität von Namibia Abschlüsse in Rechtswissenschaften erworben. Vor seiner Tätigkeit als Minister arbeitete er in verschiedenen hochrangigen Rechtspositionen in Namibia und dem gesamten Südlichen Afrika.

## Korruptionsaffäre
Shangala trat, gemeinsam mit Fischereiminister Bernhard Esau, im Rahmen der Fishrot-Affäre am 13. November 2019 als Minister zurück. Er war seit dem 23. November 2019 per Haftbefehl gesucht worden, und wurde am oder vor dem 27. November 2019 verhaftet. Shangala sitzt seitdem (Stand Februar 2025) in Untersuchungshaft. Der Prozessauftakt war im Mai 2021 und sollte ursprünglich bis 2024[veraltet] abgeschlossen sein.
Mitte Juni 2021 wurde Shangala von den Vereinigten Staaten zur Persona non grata erklärt. Die USA sehen die Schuld Shangalas trotz laufenden Verfahrens als erwiesen an.